# Scarlxrd
Marius Lucas Antonio Listhrop (1994. június 19.) művésznevén Scarlxrd (kiejtve: Szkárlord) egy brit rapper és dalszövegíró. Az egyedi zenei stílusáról híres, amiben a trap zene és heavy metal elemeit kombinálja. Korábban Mazzi Maz néven ismert Youtube-os személyiség volt. Scarlxrd a zenei karrierjét a Myth City, Nu metal stílusú zenekar énekeseként kezdte, majd ezután kezdett el rappelni.
A "Heart Attack" című videóklipje hatalmas népszerűségnek örvendett, a több mint 75 millió nézettséggel Youtube-on. Azóta több sikeres zenét is kiadott, például a "King Scar", "6 Feet", "Berzerk", "BANDS".
Budapest az egyik kedvenc városai között van, és szeret itt lenni, amit a 2019 es koncertben említett meg.
Azt is említette hogy szeretne visszajönni egy második koncertre, amit egy ideje le is szerveztetett.
2022 szeptember végén jött vissza dupla koncerttel, a ,,DXXM 2” és "DEAD RISING"-es album megjelenését követő európai "DXXM-RISING" turnéjával. Sokaknak nem tűnt fel, de annyira szereti Budapestet, hogy 3 zenéjének a klipjét is itt forgatta.
BRAINDEAD civilisatixn – közvágóhídnál lévő elhagyatott hangár, ahova ma már nem lehet bemenni.
We waste the time FADED, Istvántelki főműhely és vonattemető. Ide bárki bemehet engedély nélkül.
Angels sleep at FXUR/AM, Kelenföldi erőmű. Ide be lehet menni, de legfőképpen csak engedéllyel.
A DXXM 2 albumát február 5. Én adta ki spotify-ra
Előtte ki adott YouTube-ra pár zenét klippel
Feb. 5 után a zenék csak hanggal kerültek fel a YouTube csatornájára, a DXXM 2 Logóval.
Scarlxrd nem csak a zenei stílusa miatt szeretett karakter, hanem kiemelkedő és ikonikus öltözködésével is, aminek a neve ,,techwear” 
Jellegzetes maszkját már a legelső zenéjében is láthattuk aminek a neve: ,,P.T.S.D”
A ,,VRARE store” oldalon kapható 29+ dollárért, a cipzáros maszkkal hasonlóan, a pontos nevük: ,,black knit face mask” és ,,cotton zipper face mask” cipői, amiket rajta láthatunk gyakran: Nike air max 95, Nike vapormax, Versace chain reaction
A haja a világszerte elterjedt ,,dreadlocks” afro-hajának köszönhetően, rengeteg darab rasztája van.
2018-ban a felét barnára szinezte.
Scarlxrd a freeform fajtát viseli a dreadlock-ok közül, amit úgy csinálnak, hogy rövid afro hajat ,,dread sponge”-val dörzsölnek körbe-körbe.
Ennek köszönhető, hogy egyik tincs vastagabb mint a másik, és szabadon formálódik

## Karrier

### 2012-2014: Youtube kezdetek
Mielőtt a zenei karrierbe kezdett Listhrop elkezdett videókat feltölteni a Youtube-ra Mazzi Maz néven. A személyiségét élénkként és szuper-mosolygósként ismertette, aki felvett és közzétett vlogokat a hálószobájában. Gyakran együttműködött barátokkal és Youtube-rekkel, többek között Sam Pepper-rel és Casper Lee-vel. 2013 végétől 2014 közepéig Listhrop és Pepper egy komédia-zene világturnén, a "WDGAF turné"-n voltak. 2017 februárjában Listhrop az összes Mazzi Maz videót letörölte a Youtube csatornájáról és Scarlxrd-ra váltott. Egy 2018-as interjún, Listhrop a Youtube-os munkásságát és a videók feltöltését az oldalra, "lélekpusztító"-nak nevezte.

### 2014-2016: Myth City
2014-ben Listhrop megalapította a Nu metal/Rap rock zenekart, a Myth City-t, amiben ő volt az énekes. Listhrop a zenekart a Rap Music és Grindcore összeolvadásaként írta le. A zenekar Youtube csatornája gyorsan sok feliratkozót ért el, főleg a Mazzi Maz rajongóknak köszönhetően, akiknek vegyes véleményük volt róluk. A rajongók pozitívan reagáltak Listhrop ordibálós énekére, de különlegesnek találták a kontrasztot a zenekar durva, zenei stílusa és Listhrop mosolygós Youtube videói között.

### 2016-2018: Korai albumok és az áttörés
2016 augusztusában Scarlxrd kiadta az első saját "zenéjét", a "Girlfriend"-et. A videóklipben maszk nélkül egy "trópusi" Hiphop számot énekel. 2016 végén 2 albumot is kiadott, a japán betűkkel írott "スカー藩主" -t és a "Rxse"-t. 2017 áprilisában további két album kiadása után a "Cabin Fever" és a "Chaxsthexry", május 31-én Scarlxrd közzétette a videót a "Chain$aw" cimű "zené"jéhez, egy héttel később pedig kiadta a videóklippet a "King Scar"-hoz. Június 23-án közzétette a videóklippjét a "Heart Attack"-hoz is és ezzel gyorsan, hatalmas nézettségre tett szert. Majd szeptember 29-én kiadta az ötödik stúdió albumát is a "Lxrdszn"-t
2018 Februárjában bejelentették, hogy Scarlxrd fellép a "2018 Reading and Leeds Festival"-on. Áprilisban kiderült, hogy Carnage második stúdió albumában a "Battered Bruised & Bloody"-ban ő is "énekel", amit 13-án kiadtak, méghozzá az "Up Nxw" nevű zenében. Május 4-én kiadta a hatodik stúdió albumát is, a "Dxxm"-ot.

### 2019-jelen: Híresebb zenék kiadásának folytatása
További zenék kiadása 2018 közepétől 2019 elejéig, megelőlegezték egy közelgő album érkezését, amiben többek között benne volt a "Hxw They Judge", "Berzerk", "Sx Sad" és a "Head Gxne", majd Scarlxrd bejelentette a hetedik stúdió albumának, az "Infinity"-nek az érkezését, amit 2019. március 15-én közzétett. A jelöltek között volt a 2019 Kerrang! Awards for Best British Breakthrough-n. Később abban az évben a "The Purge" című száma bekerült az HBO televíziós sorozatába, az "Euphoria"-ba. Scarlxrd kiadta 2019 második albumát, az "Immxrtalisatixn"-t október 4-én. Majd a harmadikat is közzétette 2019 december 13-án, az úgynevezett "Acquired Taste Vxl 1"-et, az "I Can Dx What I Want" bejelentették, hogy WWE NXT UK esemény főcímdala lesz.

## Művészete
A trap music és heavy metal kombinációját "trap metal"-nak nevezték el, és gyakran társul SoundCloud rap előadókkal. Egy 2018-as cikkben az NME úgy írta le őt, mint egy "megkínzott kívűlálló hip-hop előadó"-t, de gyakran hívják a "trap metal hűbérúr"-ának is és a stílusát úgy, hogy tartalmazza az "ordított énekeket", "klausztrofóbiás trap zenealapokat" és "fülaprító kitöréseit egy eltorzult gitárnak", továbbá úgy is mondják, hogy az összeolvadása a metal-nak és a "nihilistic rap"-nek. Scarlxrd úgy nőtt fel, hogy heavy metal-t hallgatott és említett hip-hop előadókat is, többek között Missy Elliott-ot, Nelly-t és Eminem-et, akik nagy hatással voltak rá. Azt is megállapította, hogy ő alakította ki a Myth City-t, miután Linkin Park-ot, Rage Against the Machine-t, Incubus-t és Deftones-t hallgatott.
Arról ismert, hogy az "o" betűt "x"-re cseréli, ami látható a művésznevében és zene címeiben is. Scarlxrd vizuális megjelenését a videóklipekben és öltözködési stílusát nagymértékben befolyásolta a japán kultúra, főleg az anime. A sajátosságát, a sebészi maszkot, amit azért visel, hogy távol tartsa magát a Youtube-os képmásától, a Japán manga Tokyo Ghoul inspirálta. Elkezdte egyre kevesebbszer viselni a maszkot az Infinity album kiadása után. Scarlxrd az amerikai heavy metal zenekart, a Slipknot-ot is említette, mint inspiráció a megjelenésében.  

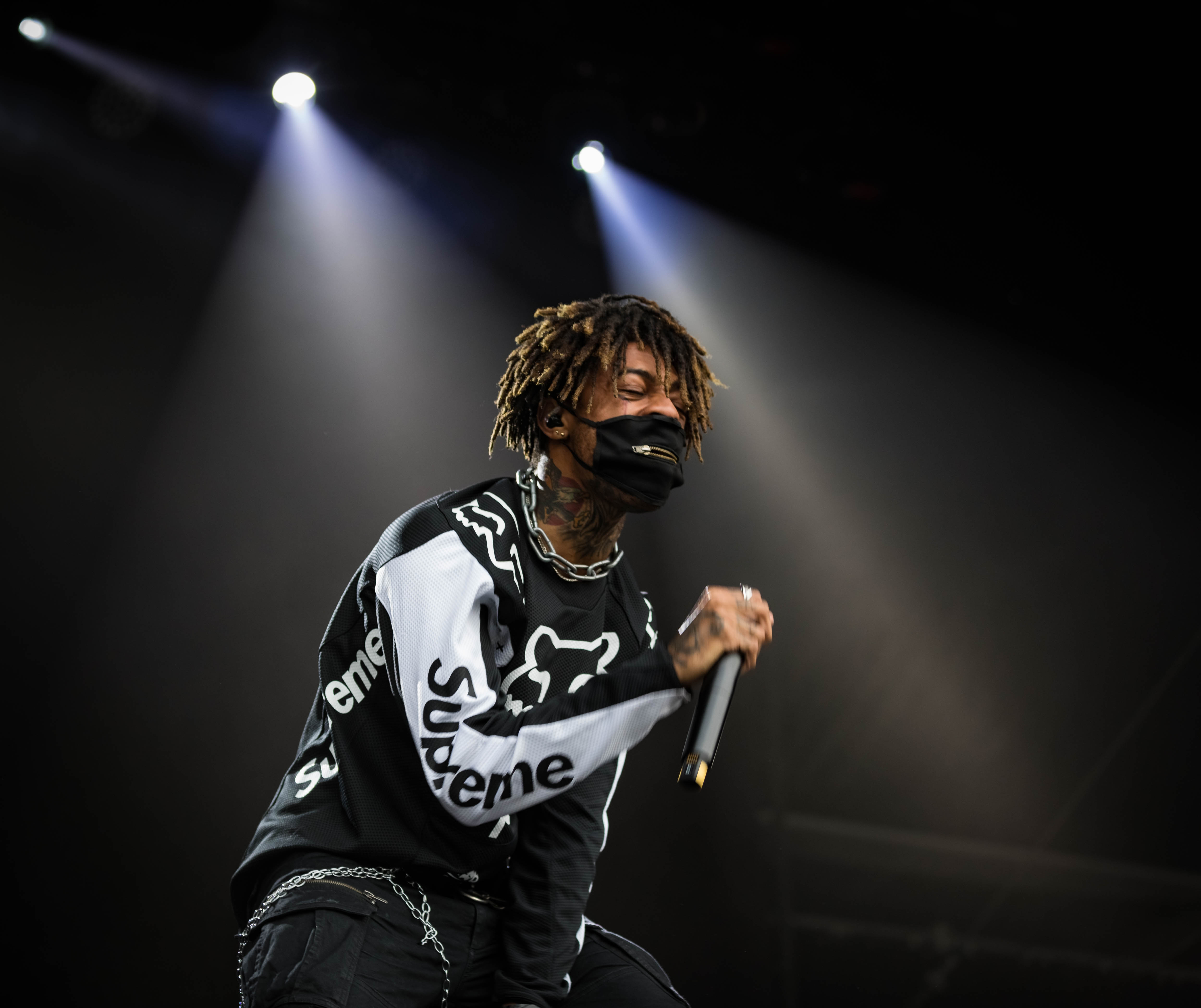
Scarlxrd a jellegzetes sebészi maszkját viseli egy koncerten 2018-ban

## Albumok
| Cím                    | Album adatok                                                                               |
| ---------------------- | ------------------------------------------------------------------------------------------ |
| スカー藩主             | Közzétéve: 2016. október 21. Kiadó: Lxrd Records Formátum: DL                              |
| RXSE                   | Közzétéve: 2016. december 9. Kiadó: Lxrd Records Formátum: DL                              |
| CABIN FEVER            | Közzétéve: 2017. április 1. Kiadó: Lxrd Records Formátum: DL                               |
| chaxsthexry            | Közzétéve: 2017. április 1. Kiadó: Lxrd Records Formátum: DL                               |
| LXRDSZN                | Közzétéve: 2017. szeptember 29. Kiadó: Lxrd Records Formátum: DL                           |
| DXXM                   | Közzétéve: 2018. május 4. Kiadó: Island Records, Lxrd Records Formátum: CD, LP, CS, DL     |
| INFINITY               | Közzétéve: 2019. március 15. Kiadó: Island Records, Lxrd Records Formátum: CD, LP, CS, DL  |
| IMMXRTALISATIXN        | Közzétéve: 2019. október 4. Kiadó: Island Records, Lxrd Records Formátum: CD, LP, CS, DL   |
| Acquired Taste, Vol. 1 | Közzétéve: 2019. december 13. Kiadó: Island Records, Lxrd Records Formátum: CD, LP, CS, DL |
| SCARHXURS              | Közzétéve: 2020. február 28. Kiadó: Island Records, Lxrd Records Formátum: DL              |
| FANTASY VXID           | Közzétéve: 2020. június 26. Kiadó: Island Records, Lxrd Records Formátum: DL               |
| DXXM II                | Közzétéve: 2021. február 5. Kiadó: LXRD RECORDS                                            |
| DEAD RISING            | Közzétéve: 2021. Október 29. Kiadó: LXRD RECORDS                                           |
| Acquired Taste, Vol. 2 | Közzétéve: 2022. Május 13. Kiadó: LXRD RECORDS                                             |
| PSYCHX                 | Közzétéve: 2022. Október 28. Kiadó: LXRD RECORDS                                           |